# Aït Aouggacha
Aït Aouggacha è un comune dell'Algeria, situato nella provincia di Tizi Ouzou.